# HD12563
HD12563 — хімічно пекулярна зоря спектрального класу A3, що має видиму зоряну величину в смузі V приблизно  6,4.
Вона  розташована на відстані близько 451,7 світлових років від Сонця.

## Фізичні характеристики
Зоря HD12563 обертається 
порівняно повільно 
навколо своєї осі. Проєкція її екваторіальної швидкості на промінь зору становить  Vsin(i)= 17км/сек.